# Emilian Bera
Emilian Stanisław Bera (ur. 28 lutego 1985 w Jaworze) – polski polityk i samorządowiec, burmistrz Jawora (od 2014).

## Życiorys
Ukończył studia na Uniwersytecie Ekonomicznym we Wrocławiu. Zasiadał w Radzie Miejskiej Jawora kadencji 2010–2014. Pracował w Urzędzie Marszałkowskim Województwa Dolnośląskiego. W 2014 r. wygrał wybory na burmistrza miasta. W 2017 odznaczony Brązowym Krzyżem Zasługi za zasługi w działalności na rzecz ochrony przyrody oraz edukacji ekologicznej. W wyborach samorządowych 2018 ponownie wygrał wybory na burmistrza miasta. W 2024 roku po raz kolejny wybrano go na włodarza Jawora w pierwszej turze. Zagłosowały na niego 4422 osoby, co stanowiło 54,07% głosów. W 2024 r. z ramienia KO wystartował bez powodzenia w wyborach do Parlamentu Europejskiego z okręgu nr 12.

## Wyniki w wyborach ogólnopolskich
| Wybory | Komitet wyborczy | Komitet wyborczy      | Organ                           | Okręg | Wynik        |
| ------ | ---------------- | --------------------- | ------------------------------- | ----- | ------------ |
| 2011   |                  | Platforma Obywatelska | Sejm VII kadencji               | nr 1  | 2047 (0,59%) |
| 2024   |                  | Koalicja Obywatelska  | Parlament Europejski X kadencji | nr 12 | 6466 (0,56%) |